# Nilòtics
Els pobles nilòtics o simplement nilòtics, actualment són alguns grups ètnics, principalment de Sudan del Sud, Uganda, Kenya, i nord de Tanzània, que parlen llengües d'un subgrup de les llengües niloticosaharianes. Això inclou les ètnies Kalenjin, Luo, Ateker, Dinka, Nuer, Shilluk i els Maa.
Els termes nilòtic i nilota es feien servir abans per a la classificació de les ètnies, basada en observacions antropològiques de la morfologia del cos. Aquestes percepcions van ser abandonades, després, pels científics, però actualment guanyen suport en la genètica de poblacions.
El terme pobles nilòtics, actualment, es fa servir principalment per distingir els "pobles nilòtics" dels seus veïns (principalment, els que parlen llengües bantu), basant-se en filiacions etnolingüístiques. Etimològicament, els termes nilòtic i nilota deriven de la vall del riu Nil i els seus afluents.

## Divisió lingüística
Es divideixen en tres subgrups: 
- Llengües nilòtiques orientals
- Llengües nilòtiques meridionals
- Llengües nilòtiques occidentals

## Divisió ètnica
Els pobles nilòtics formen una gran part de la població de Sudan del Sud. El poble més nombrós dels nilòtics sudanesos és el Dinka, que inclou 25 grups ètnics. El segon per població és el Nuer, seguits pel Shilluk.
A Uganda, els nilòtics inclouen la família de grups ètnics Luo (Acholi, Alur i Jopadhola), l'Ateker (Iteso i Karamojong), i el Lango i Kumam.
A Kenya, els nilòtics es categoritzen en tres subgrups:
- Els nilotes de les planes que parlen llengües maas: els maasai, samburu i turkana
- Els nilotes del llac del riu: el Joluo (Luo de Kenya), que formen part de la família ètnica Luo
- Els nilòtics de l'altiplà o poble Kalenjin, que inclou diversos grups menors: Elgeyo, Keiyo, Kipsigis, Marakwet, Nandi, Pokot, Sabaot, Terik, i Tugen

## Genètica
Dels nilòtics, s'ha investigat l'ADN autosòmic i ADN-Y i s'ha trobat que hi predominaven els haplogrups Y A i B i E1b1b en els nilòtics sudanesos Dinka, Nuer i Shilluk. Wood et al. (2005) van analitzar mostres dels nilòtics (Maasai de Kenya, Luo de Kenya, i Alur del RD Congo) i van trobar que l'haplogrup ADN-Y que hi predominava en cadascuna de les tres poblacions era diferent.

## Antropologia
S'ha descrit els nilòtics com persones gràcils i més altes que la mitjana, amb cames i braços llargs. Sembla que això seria una adaptació a la calor ambiental. Els nilòtics sudanesos serien el poble del món més alt de mitjana. Per exemple, Roberts i Bainbridge donen valors d'alçades mitjanes de 182,6 cm i 58,8 kg de pes corporal per a una mostra de sudanesos Shilluk. Una altra mostra en Dinka sudanesos era de 181,9 cm/58,0 kg.
Altres nilòtics són considerablement més baixos. Campbell et al. mesuraren 172,0 cm/53,6 kg en una mostra dels Turkana agricultors del nord de Kenya, i 174,9 cm/53,0 kg en els Turkana pastors. Hiernaux dona 172,7 cm per als Maasai del sud de Kenya amb una relació extrema de llargada de tronc/cama de 47,7%.
Molts nilòtics excel·leixen en esports de curses de llarga distància, sembla que per la seva excepcional economia en córrer resultant del seu cos prim i cames primes.